# Politisches System Indiens
Indien ist nach der am 26. Januar 1950 in Kraft getretenen Verfassung eine parlamentarisch-demokratische Republik mit bundesstaatlicher Ordnung. Sie besteht aus 29 Bundesstaaten, 7 Unionsterritorien und dem Hauptstadtterritorium.
Im Demokratieindex 2019 der britischen Zeitschrift The Economist belegt Indien Platz 51 von 167 Ländern und gilt damit als eine „unvollständige Demokratie“. Im Länderbericht Freedom in the World 2021 der US-amerikanischen Nichtregierungsorganisation Freedom House wird das politische System des Landes als „teilweise frei“ bewertet, was gegenüber den Jahren zuvor eine Herabstufung bedeutet.

## Vorgeschichte
1877 nahm Königin Victoria von Großbritannien den Titel „Kaiserin von Indien“ an. Das Kaiserreich Indien in Personalunion mit Großbritannien umfasste das heutige Indien, Pakistan, Bangladesch, Sri Lanka (das damalige Ceylon) und Myanmar (Burma) (bis 1937) und bestand bis 1947.
1885 gründeten Hindus und Muslime gemeinsam den Indischen Nationalkongress (INC), der für die Unabhängigkeit Indiens eintrat. Wegen des wachsenden Einflusses der Hindus im INC kam es 1906 zur Gründung der rivalisierenden Muslimliga. INC und Muslimliga verfassten 1916 gemeinsam eine Erklärung mit Forderungen nach indischer Unabhängigkeit. Diese wurde von der britischen Regierung im August 1917 mit einer politischen Absichtserklärung beantwortet, Indien einen allmählichen Übergang zur Selbstregierung zuzugestehen. Im Ersten Weltkrieg kämpften 1,3 Millionen Mann der Indischen Armee auf britischer Seite. Das weiterhin unter britischer Herrschaft stehende Indien war 1920 eines der Gründungsmitglieder des Völkerbunds.
Unter der Führung Mahatma Gandhis (1869–1948) kam es in der Zwischenkriegszeit zu aktivem, aber  gewaltlosem Widerstand gegen die britische Herrschaft. Gandhi hatte 1919/1920 die Kampagne zur Erhaltung des Kalifats unterstützt, was zur Abgrenzung der damals eher säkularen Muslimliga mit Ali Jinnah an der Spitze führte.
1930 berief der damalige britische Premierminister Ramsay MacDonald eine Konferenz nach London mit den Führern des Indischen Nationalkongresses ein, bei der er Indien eine verantwortliche Regierung (nicht aber die Unabhängigkeit) anbot.
Innerhalb des INC gab es in den späten 1930er Jahren Richtungsstreitigkeiten über den Einsatz von Gewalt gegen die britische Herrschaft. 1935 wurden im Government of India Act (1935) Wahlen zu Provinzparlamenten in die Wege geleitet, die der INC im Jahr 1937 in sieben von elf Provinzen gewann.
Die führenden politischen Kräfte Indiens erklärten, nur in den Krieg eintreten zu wollen, wenn im Gegenzug Indien die Unabhängigkeit erhalten würde. Der britische Generalgouverneur erklärte beim Ausbruch des Zweiten Weltkrieges den Kriegszustand des Indischen Empire mit Deutschland jedoch, ohne die indischen Politiker zu konsultieren.
1945 war Großbritannien fast zahlungsunfähig; das britische Empire war durch den jahrelangen Krieg in seinen Grundfesten erschüttert.
siehe auch Geschichte Indiens#1945–1949 – Teilung Indiens (1945–1949)

## Verfassung
Indiens Verfassung wurde am 26. November 1949 von der Verfassungsgebenden Versammlung des Dominions Indien angenommen und trat am 26. Januar 1950 in Kraft. Als demokratische Verfassung westlicher Prägung ist sie den Idealen Gerechtigkeit, Freiheit, Gleichheit, Gewaltenteilung und Föderalismus verpflichtet.

## Zentralstaatliche Institutionen

### Legislative
Die Legislative Indiens, das Parlament, besteht aus zwei Kammern, dem Rat der Staaten (engl. Council of States, Hindi Rajya Sabha) und dem Haus des Volkes (engl. House of the People, Hindi Lok Sabha). Nach der Verfassung stellt der Präsident den dritten Teil des Parlamentes dar, er ist also Teil der Legislative. Seine Gesetzgebungskompetenzen sind jedoch stark eingeschränkt.

#### Parlament
Die Abgeordneten der Rajya Sabha (Erste Kammer) werden indirekt gewählt, d. h. von den Parlamenten der Bundesstaaten und einiger Unionsterritorien bestimmt. Derzeit besteht die Rajya Sabha aus 245 Abgesandten. 233 sind indirekt gewählt und zwölf weitere Mitglieder werden direkt vom Präsidenten ernannt. Sie sollen laut Verfassung Vertreter der Künste, Wissenschaften und sozialen Dienste sein. Die Lok Sabha (Zweite Kammer) umfasst laut Verfassung nicht mehr als 550 direkt gewählte Volksvertreter. Seit dem Jahr 1989 liegt die Zahl der Abgeordneten, die in Einpersonen-Wahlkreisen nach dem relativen Mehrheitswahlrecht gewählt werden, bei 543. Frauen erhielten in Indien erst 1950 umfassendes Wahlrecht. Die Wahlkreisgrenzen werden in unregelmäßige Zeitabständen durch die Delimitation Commission of India neu festgesetzt. Zwei Abgeordnete werden zusätzlich durch den Staatspräsidenten ernannt und sollen die anglo-indische Minderheit vertreten. Während die Lok Sabha jederzeit aufgelöst werden kann, spätestens aber nach fünf Jahren neu gewählt wird, ist die Rajya Sabha eine ständige Einrichtung, dessen dritter Teil alle zwei Jahre neu bestimmt wird. Die Abgeordneten der beiden Kammern müssen indische Staatsbürger und mindestens 30 (Rajya Sabha) bzw. 25 Jahre (Lok Sabha) alt sein. Sie dürfen nicht gleichzeitig der jeweils anderen Kammer oder einem Staatenparlament angehören.
Den Vorsitz führt in der Rajya Sabha der indische Vizepräsident, während der Lok Sabha ein von den Mitgliedern selbst gewählter Sprecher vorsteht. Bei Abstimmungen muss sich der Vizepräsident oder Sprecher enthalten, bei Stimmengleichheit ist seine Stimme aber ausschlaggebend.
Das Gesetzgebungsverfahren sieht vor, dass ein Gesetzentwurf in einer der beiden Kammern eingebracht werden kann, aber in jedem Falle der Zustimmung beider Kammern bedarf. Lehnt eine der Kammern den Gesetzesentwurf ab oder können sie sich nicht auf einen Kompromiss einigen, kann der Präsident eine gemeinsame Sitzung einberufen, in der eine einfache Mehrheit entscheidet. Dieser Fall einer gemeinsamen Sitzung beider Kammern kam jedoch in der Geschichte des unabhängigen Indiens nur insgesamt dreimal vor, zuletzt im Jahr 2002 bei der Verabschiedung eines umstrittenen Anti-Terror-Gesetzes. Besondere Regeln gelten für solche Gesetzesvorlagen, die bestimmte finanzielle Belange wie Steuerangelegenheiten oder die Aufnahme und Vergabe von Darlehen betreffen. Diese sogenannten Money bills dürfen nur in der Lok Sabha eingebracht werden; die Rajya Sabha darf dann lediglich Änderungsvorschläge einbringen, die die Lok Sabha jedoch nicht annehmen muss. In jedem Falle muss ein Gesetz, nachdem es im Parlament verabschiedet wurde, die Zustimmung des Präsidenten erhalten, damit es in Kraft treten kann.
Seit März 2010 besteht eine Frauenquote im Parlament. Ein Drittel der Abgeordneten müssen Frauen sein.

#### Gesetzgebungskompetenz des Präsidenten
Nach Art. 123 der indischen Verfassung besitzt auch der Präsident eingeschränkte Gesetzgebungskompetenz. Demnach darf der Präsident während der Sitzungspausen des Parlaments Verordnungen erlassen, die Gesetzeskraft besitzen, aber nachträglich dem Parlament vorgelegt werden müssen. Das Parlament kann diese Verordnungen mit sofortiger Wirkung zurückweisen, ansonsten treten sie sechs Wochen nach der ersten Parlamentssitzung seit Erlass automatisch außer Kraft. Der Präsident kann die Verordnungen auch selbst widerrufen.

### Exekutive

#### Präsident
Staatsoberhaupt und Oberkommandierender der Armee ist der indische Präsident. Er wird für fünf Jahre vom Electoral College gewählt, einem Gremium bestehend aus allen Mitgliedern des Unionsparlaments und der Staatenparlamente. Eine Wiederwahl ist möglich. Er muss die indische Staatsbürgerschaft besitzen, mindestens 35 Jahre alt sein und darf keinen anderen Regierungsposten auf Unions- oder Staatenebene innehaben. 
Er ernennt (als formell oberster Repräsentant der Exekutive) den Premierminister und auf dessen Vorschlag die Mitglieder des Ministerrates.
Das Parlament kann, falls der Präsident die Verfassung bricht, Anklage gegen ihn erheben (Impeachment) und ihn mit einer Zweidrittelmehrheit seines Amtes entheben. 
Der Vizepräsident vertritt den Präsidenten bei Abwesenheit oder Krankheit. Wenn der Präsident stirbt, zurücktritt oder seines Amtes enthoben wird, übernimmt der Vizepräsident ad interim (bis ein neuer Präsident gewählt wurde) dessen Amt.

#### Premierminister
Der Premierminister ist der Regierungschef Indiens, untersteht aber nach der Verfassung, wie in den meisten parlamentarisch-demokratischen Republiken üblich, dem Präsidenten. Die Verfassung umreißt das Amt des Premierministers lediglich in groben Zügen. So soll der Premierminister mit dem Ministerrat den Präsidenten „unterstützen und beraten“, und der Präsident soll in Übereinstimmung mit den Ratschlägen des Premierministers handeln. In der Praxis bedeutet dies, dass der Premierminister die Richtlinien der Regierungspolitik vorgibt. Er trifft die wichtigsten politischen Entscheidungen, denen der Präsident Folge zu leisten hat.
Der Premierminister wird vom Präsidenten ernannt, wenn er als Anführer einer Partei oder eines Parteienbündnisses eine absolute Mehrheit im Unterhaus hinter sich hat. Dabei muss er selbst nicht zwangsläufig einen Sitz im Unterhaus haben, sondern kann auch Abgeordneter des Oberhauses sein. Kann keine Partei und kein Parteienbündnis eine absolute Mehrheit hinter sich bringen, so bestimmt der Präsident den Parteiführer der stärksten Unterhausfraktion zum Premierminister, der sich aber im Anschluss einem Misstrauensvotum stellen muss.
→ siehe auch Liste der Premierminister Indiens

#### Ministerrat
Der Ministerrat (Council of Ministers) ist das Kabinett der Unionsregierung unter Vorsitz des Premierministers. Er ist kollektiv dem Parlament verantwortlich. Es werden drei verschiedene Ministerränge unterschieden: Kabinettsminister leiten ein oder mehrere Ministerien, ebenso die Staatsminister mit unabhängigem Auftrag, während alle übrigen Staatsminister als höchste Beamte ihrer Ministerien den Kabinettsministern unterstehen. Einen Sonderfall stellt der Premierminister dar, der zwar ebenfalls den Rang eines Kabinettsministers hat, aber gegenüber allen anderen Mitgliedern des Ministerrats Weisungsrecht besitzt. In der Regel leitet er kein eigenständiges Ministerium, gegebenenfalls fällt ihm aber die Zuständigkeit für alle Ministerien zu, die nicht unter der Leitung eines anderen Ministers stehen. Die Zahl der Minister ist in Indien außerordentlich hoch, laut Verfassung können bis zu 15 Prozent der Unterhausabgeordneten Mitglieder des Ministerrates sein.

#### Generalanwalt
In juristischen Fragen steht der Regierung ein Generalanwalt (Attorney General) beratend zur Seite, der vom Präsidenten ernannt wird. Er muss die Bedingungen für die Ernennung zum Richter des Obersten Gerichts erfüllen. Der Generalanwalt kann an allen Parlamentssitzungen teilnehmen, besitzt aber kein Stimmrecht. Außerdem hat er Zugang zu allen Gerichten in Indien.

### Judikative
An der Spitze der Judikative steht das Oberste Gericht (Supreme Court of India) in Neu-Delhi mit höchstens 31 Richtern, die vom Präsidenten ernannt werden. Den Vorsitz hat der Oberste Richter (Chief Justice of India). In die Zuständigkeit des Obersten Gerichtes fallen Streitigkeiten zwischen den Staaten und der Zentralregierung sowie zwischen Bundesstaaten untereinander. Außerdem stellt er die höchste Berufungsinstanz der Zivil- und Strafgerichtsbarkeit des Landes dar. Seine Entscheidungen sind für alle Gerichte des Landes bindend.
Dem Obersten Gericht untergeordnet sind die 24 High Courts, die obersten Gerichtshöfe der Bundesstaaten, die vorwiegend als Appellationsgerichte für Berufungs- und Revisionsfälle fungieren. Ein High Court kann für mehrere Staaten gleichzeitig zuständig sein. Die bundesunmittelbaren Unionsterritorien verfügen, mit Ausnahme von Delhi, über keine eigenen High Courts, sondern sind der Gerichtshoheit eines jeweils anderen High Court unterstellt. Jedem High Court steht ein Oberster Richter vor, der mit Zustimmung des vorsitzenden Richters des obersten indischen Gerichtshofs und der Gouverneure der betreffenden Bundesstaaten vom Präsidenten ernannt wird. Dies gilt gleichermaßen für die übrigen Richter der High Courts, deren Ernennung aber überdies mit dem Obersten Richter des jeweiligen High Courts abgestimmt werden muss.
Ab der dritten Rechtsebene (Distriktebene) wird zwischen Zivil- und Strafgerichten unterschieden. Zivile Rechtsstreitigkeiten fallen in den Stadtdistrikten in den Zuständigkeitsbereich der City Civil Courts, welche den District Courts der Landdistrikte entsprechen. Für das Strafrecht sind in Stadt- und Landdistrikten die Sessions Courts verantwortlich. Außerdem existieren Sondergerichte für spezielle Bereiche wie Familien- und Handelsrecht. Die Rechtsprechung einfach gelagerter Streitfälle der untersten Ebene findet in den Panchayats der Dörfer (Gram Panchayat) statt.
Infolge der britischen Rechtspraxis der Kolonialzeit findet in Indien heute noch vielfach das Common Law Anwendung, das sich nicht auf Gesetze, sondern auf maßgebliche Urteile hoher Gerichte in Präzedenzfällen stützt. Die Gerichtssprache ist Englisch, auf den unteren Ebenen kann aber auch in der jeweiligen regionalen Amtssprache verhandelt werden.

## Bundesstaaten
Die verfassungsmäßige Ordnung der Bundesstaaten ist in der indischen Verfassung niedergelegt. Eine Ausnahme stellte das 2019 aufgelöste Jammu und Kashmir dar, das aufgrund seiner besonderen politischen Bedeutung im Kaschmir-Konflikt mit Pakistan Sonderrechte genoss und daher als einziger indischer Bundesstaat eine eigene Verfassung besaß. Alle Bundesstaaten verfügen über eigene Parlamente und parlamentarisch verantwortliche Regierungen; an der Spitze der Verwaltung steht jeweils ein vom Präsidenten ernannter Gouverneur.

### Legislative
Die Legislative der Bundesstaaten umfasst den Gouverneur und das Parlament, das aus einer oder zwei Kammern bestehen kann. Einkammerparlamente tragen den Namen Gesetzgebende Versammlung (engl. Legislative Assembly, Hindi Vidhan Sabha). Bei Zweikammersystemen fungiert die Gesetzgebende Versammlung als Unterhaus; daneben existiert ein Oberhaus namens Gesetzgebender Rat (engl. Legislative Council, Hindi Vidhan Parishad). Es ist den Staaten freigestellt, per Parlamentsbeschluss ein Oberhaus einzurichten oder abzuschaffen. Im Jahr 2008 hatten sechs von 29 Bundesstaaten ein solches Zweikammerparlament (Andhra Pradesh, Bihar, Jammu und Kashmir, Karnataka, Maharashtra, Telangana, Uttar Pradesh).
Die Gesetzgebenden Versammlungen haben mindestens 60 und höchstens 500 Mitglieder, die auf fünf Jahre in direkter Wahl vom Volk bestimmt werden. Existiert ein Oberhaus, so werden dessen Abgeordnete, deren Zahl ein Drittel der Unterhausmitglieder nicht übersteigen darf, in bestimmten Quoten von Gemeinde- und Distriktverwaltungen, Lehrern, Hochschulabsolventen und dem Unterhaus gewählt; einen kleineren Anteil legt der Gouverneur fest. Jeder Gesetzgebenden Versammlung steht ein von den Mitgliedern gewählter Sprecher vor. Die Oberhäuser haben je einen gewählten Vorsitzenden. Bei Abstimmungen zählt die Stimme des Sprechers oder des Vorsitzenden erst im zweiten Wahlgang, falls im ersten Wahlgang keine Mehrheit gefunden werden konnte.
Seit März 2010 besteht eine Frauenquote in den Parlamenten der Bundesstaaten. Ein Drittel der Abgeordneten müssen Frauen sein.
Analog zur Gesetzgebungskompetenz des Präsidenten darf der Gouverneur eines Bundesstaats während Sitzungspausen des jeweiligen Staatenparlaments Verordnungen erlassen, die er nachträglich vom Parlament bestätigen lassen muss. Unter bestimmten Umständen bedürfen solche Verordnungen zusätzlich der Zustimmung des Präsidenten.
Das Gesetzgebungsverfahren der Bundesstaaten entspricht weitestgehend dem auf Unionsebene.

### Exekutive
An der Spitze der Exekutive jedes Bundesstaats steht jeweils ein Gouverneur, der vom indischen Präsidenten für eine Amtszeit von fünf Jahren ernannt wird. Er muss indischer Staatsbürger und mindestens 35 Jahre alt sein; weiterhin darf er kein Mandat im indischen Parlament oder im Parlament eines Bundesstaates oder einen sonstigen Regierungs- oder Verwaltungsposten innehaben. Theoretisch ist es jedoch möglich, dass dieselbe Person Gouverneur zweier oder mehrerer Bundesstaaten gleichzeitig ist.
Dem Gouverneur untersteht ein Ministerrat mit einem Chefminister (Chief Minister). Die Minister werden vom Gouverneur ernannt, sind aber dem Parlament ihres jeweiligen Bundesstaats verantwortlich. Vergleichbar dem Premierminister auf gesamtstaatlicher Ebene, geben die Chefminister die Richtlinien der Politik vor, obwohl sie den Gouverneur laut Verfassung lediglich beraten und unterstützen sollen und alle Amtshandlungen im Namen des Gouverneurs auszuführen haben.

## Unionsterritorien
Die sieben indischen Unionsterritorien unterstehen einem Verwalter, der vom Präsidenten ernannt wird und sein Amt in dessen Namen ausübt. Dieses Amt darf auch vom amtierenden Gouverneur eines benachbarten Bundesstaats bekleidet werden. Die Unionsterritorien werden somit zentral verwaltet. Ausnahmeregelungen bestehen für die Unionsterritorien Delhi und Puducherry, welche eigene Parlamente, Ministerräte und Chefminister haben. Beide Gebiete sind damit faktisch den Bundesstaaten gleichgestellt, auch wenn sie gemäß der Verfassung weiterhin als Unionsterritorien gelten. Für alle übrigen Unionsterritorien, außer Chandigarh, kann der Präsident Verordnungen mit Gesetzeskraft erlassen.
Das indische Parlament hat die Möglichkeit, für ein Unionsterritorium einen eigenen High Court einzurichten oder ein örtliches Gericht in den Rang eines solchen zu erheben. Bislang verfügt nur das Hauptstadtterritorium Delhi über einen eigenen High Court.